# Пабст, Луи
Луи Пабст, Лев Августович Пабст (нем. Louis Pabst; 18 июля 1846, Кёнигсберг ― 6 декабря 1921, Нюрнберг) ― немецкий пианист и музыкальный педагог. 

## Биография
Сын композитора Августа Пабста (1811―1885), впоследствии директора Рижской консерватории; брат композитора и пианиста Павла Пабста.
Учился у своего отца, затем у Антона Рубинштейна. Преподавал там же, в Риге; среди его учеников — Александр Оленин. После смерти отца отправился в Австралию, где в 1887 году стоял у истоков создания Мельбурнской консерватории; здесь учеником Пабста был, в частности, Перси Грейнджер.
С 1895 года профессор Московской консерватории, затем занимал эту должность в Вене, Мюнхене и Нюрнберге. Среди учеников — пианистка Тина Лернер.
Жена Луи Пабста Елена фон Энгельгардт (род. 1850) — немецкая писательница, переводила поэмы Александра Пушкина и Михаила Лермонтова.